# Gewichtsklasse
Bij diverse vechtsporten en krachtsporten worden de deelnemers verdeeld in gewichtsklassen. Deze geven het maximumgewicht aan dat een sporter mag hebben om mee te doen in een bepaalde competitie, zodat deelnemers strijden tegen tegenstanders van ongeveer hetzelfde gewicht.
Zie voor nadere informatie de afzonderlijke sporten:
- Gewichtsklasse (boksen)
- Gewichtsklasse (gewichtheffen)
- Gewichtsklasse (judo)
- Gewichtsklasse (worstelen)